# Hilara maura
Hilara maura är en tvåvingeart som först beskrevs av Fabricius 1777.  Hilara maura ingår i släktet Hilara och familjen dansflugor. Arten är reproducerande i Sverige. Inga underarter finns listade i Catalogue of Life.

## Bildgalleri

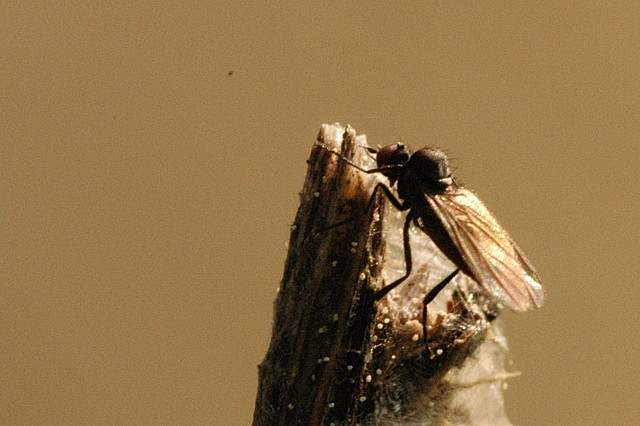
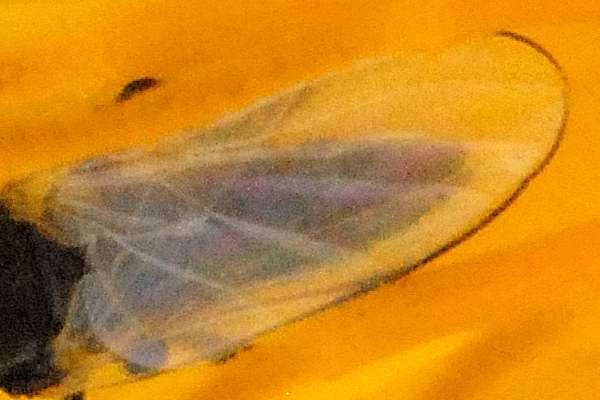